# Helen Aitchison
Frances Helen Aitchison (* 6. Dezember 1881 in Sunderland; † 26. Mai 1947 in Aylesbury) war eine britische Tennisspielerin.

## Biografie
Frances Aitchison war die älteste Tochter eines in Sunderland ansässigen Schiffbauers und hatte drei Schwestern, die alle ebenfalls Tennis spielten. Alle vier Schwestern spielten 1907 zusammen im Team der University of Durham, mit dem sie gegen das Team der Middlesex University, dem u. a. Dorothy Lambert Chambers angehörte, bei den County Championship gewannen.
Aitchison nahm 1909 das erste Mal an den Wimbledon Championships teil. Dort erreichte sie dreimal das Halbfinale. 1911 verlor sie gegen Edith Hannam, 1913 unterlag sie Dorothy Lambert Chambers und 1914 war Elizabeth Ryan stärker.
Aitchison nahm an den Olympischen Spielen 1912 in Stockholm teil, bei denen sie im Mixed und im Einzel – jeweils in der Halle – antrat. Zusammen mit ihrem Spielpartner Herbert Roper Barrett konnte sie nach einer Niederlage gegen die beiden Briten Edith Hannam und Charles Dixon die Silbermedaille gewinnen. Im Dameneinzel schied sie gegen die Dänin Sofie Castenschiold im Viertelfinale aus. Ihr größter Erfolg war der Gewinn der Tennis-Hallenweltmeisterschaften 1913, wo sie sich gegen die Französin Kate Gillou-Fenwick durchsetzen konnte.
1914 heiratete sie John Leisk und spielte fortan unter dessen Nachnamen Tennis. 1922 nahm sie das letzte Mal an Wimbledon teil.